# Sedmiramenný svícen (literární dílo)
Sedmiramenný svícen je povídkový soubor Josefa Škvoreckého vydaný v roce 1964.
Soubor obsahuje sedm nezávislých povídek (Můj strýček Kohn, Pan doktor Strass, Pan učitel Katz, Příběh pro Rebekku, Mifinka a Bob zabiják, Příběh o Kukačce a Eine kleine jazzmusik), jež jsou spojeny dialogem (odehrávajícím se sedm let po konci války, v roce 1952) mezi vypravěčem a jeho židovskou přítelkyní Rebekkou. S výjimkou čtvrté povídky Příběh pro Rebekku, která líčí účast Čechů v odboji, se všechny povídky věnují židovské tematice. Název souboru i počet kapitol odkazuje k tradičnímu symbolu židovského národa – sedmiramennému svícnu, menoře. 
Autor za pomoci několika příběhů o utrpení a postupném vyhlazování židovských obyvatel českého maloměsta, města K. (= Náchod), zachytil psychologii nacistického útlaku v dobách okupace, což bylo hlavním motivem souboru. Autorova snaha vydat o této době svědectví je zřejmá též z motta z Kazatele 4.1: „…viděl jsem křivdu trpících, ježto nemají potěšitele, ani moci k vyjití z ruky těch, kteříž je sužují…“. Soubor má protifašistický charakter. Symbolický je obraz dvou sumců požírajících se navzájem, který přispívá k zobecnění zla a jeho obětí.